# Бейли, Шанталь
Шанталь Бейли (Данн)-Чермак (англ. Chantal Bailey (Dunn)-Cermak; в девичестве Данн, род. 28 мая 1965 года в Лос-Анджелесе, США) — американская конькобежка и фигуристка. Участница зимних Олимпийских игр 1994 года, чемпионка США в многоборье.

## Биография
Шанталь Данн начала кататься на коньках в возрасте 10-ти лет, после того как посмотрела зимние Олимпийские игры 1976 года, где фигуристка Дороти Хэмилл стала олимпийской чемпионкой. Кроме того она была с одного города Шампейн и с одной школы с Бонни Блэр, с которой дружила с детства. Шанталь в отличии от Бонни занялась фигурным катанием. Её родители давали уроки катания, а чтобы заработать деньги для тренировок её отец Рэймонд Данн работал на трёх работах. В 14 лет у Бейли диагностировали булимию, которому она научилась от своих друзей, чтобы поддерживать свой вес в норме.
Как фигуристка она никогда не выступала на национальном уровне и после того, как повзрослела, в 18-лет решила оставить этот вид спорта. После окончания средней школы она переехала в Денвер, где работала официанткой. Позже поступила колледж, где училась в области  спортивной медицины. Чтобы поддерживать форму она стала тренироваться на катке в Боулдере в возрасте 22-х лет и после неполных пяти лет занятий конькобежным спортом Шанталь попала в национальную сборную. В 1991 году умер её отец, и она также вышла замуж, после чего стала выступать под фамилией Бейли.
В 1993 году Шанталь стала чемпионкой страны в многоборье и участвовала впервые на чемпионате мира в классическом многоборье в Берлине и заняла 16-е место. В январе 1994 года прошла отбор на олимпиаду и в феврале на зимних Олимпийских играх в Лиллехаммер заняла лучшее 22-е место в забеге на 3000 м, на дистанции 1500 м стала 27-й и на 1000 м - 31-й. После игр финишировала 25-й на спринтерском чемпионате мира и 19-й на чемпионате мира в классическом многоборье в Бьютте. Следующие три года Бейли выступала только на некоторых этапах Кубка мира, но высоких результатов не показывала. В конце декабря 1997 года она не смогла пройти квалификацию на олимпиаду в Нагано и в январе 1998 года завершила карьеру спортсменки.

## Личная жизнь
Шанталь в 1991 году вышла замуж за Тони Бейли, продавца компьютеров и маркетолога. После замужества Бейли поселилась со своей семьей в Бемиджи, штат Миннесота, где она стала тренером клуба конькобежцев "Bemidji Pioneer". Окончила Денверский технический колледж, где получила степень в области технологии спортивной медицины.
В 2018 году Шанталь Чермак (по второму мужу) заявила, что у неё был роман на протяжении 3-х лет с 1993 по 1995 год с бывшим тренером макдом Кроу. При этом сама она была замужем.